# Kraszczady

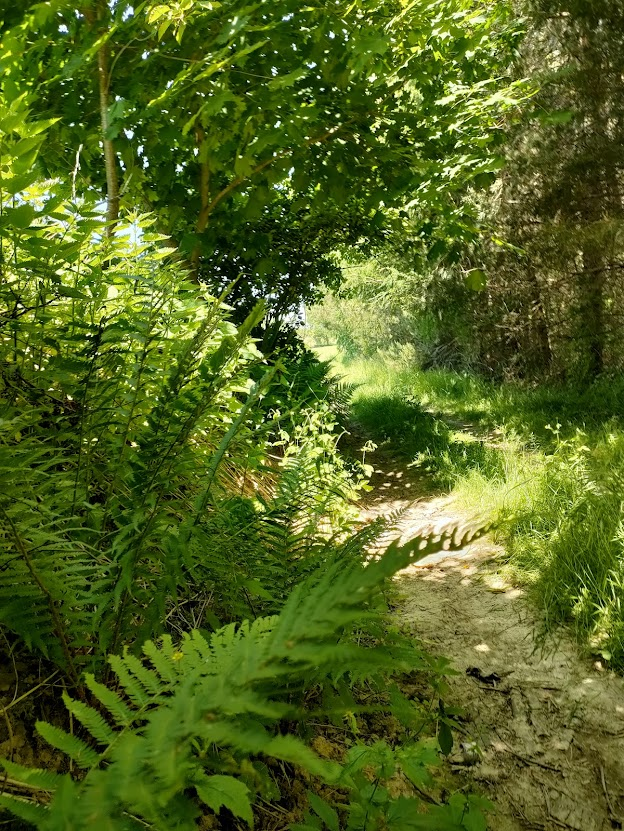
Droga w wąwozie lessowym, Siniec gm. Żółkiewka

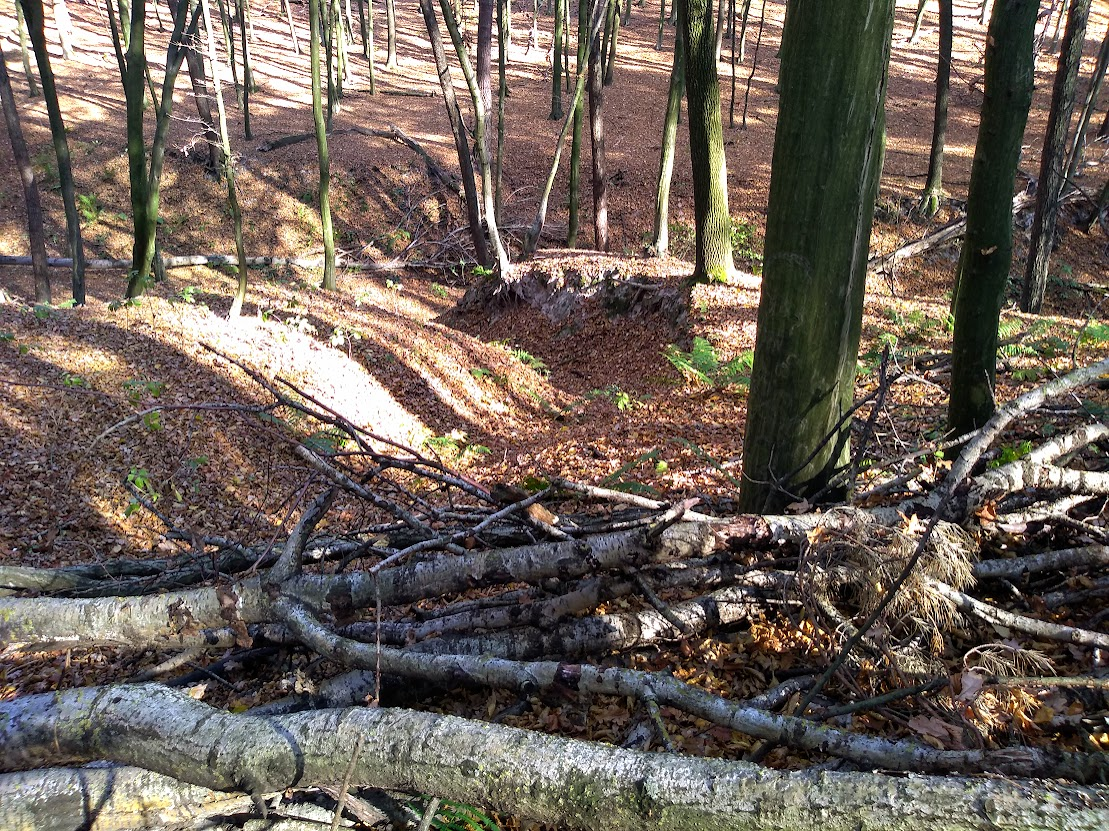
Sieć wąwozów lessowych, Makowiska gm. Żółkiewka

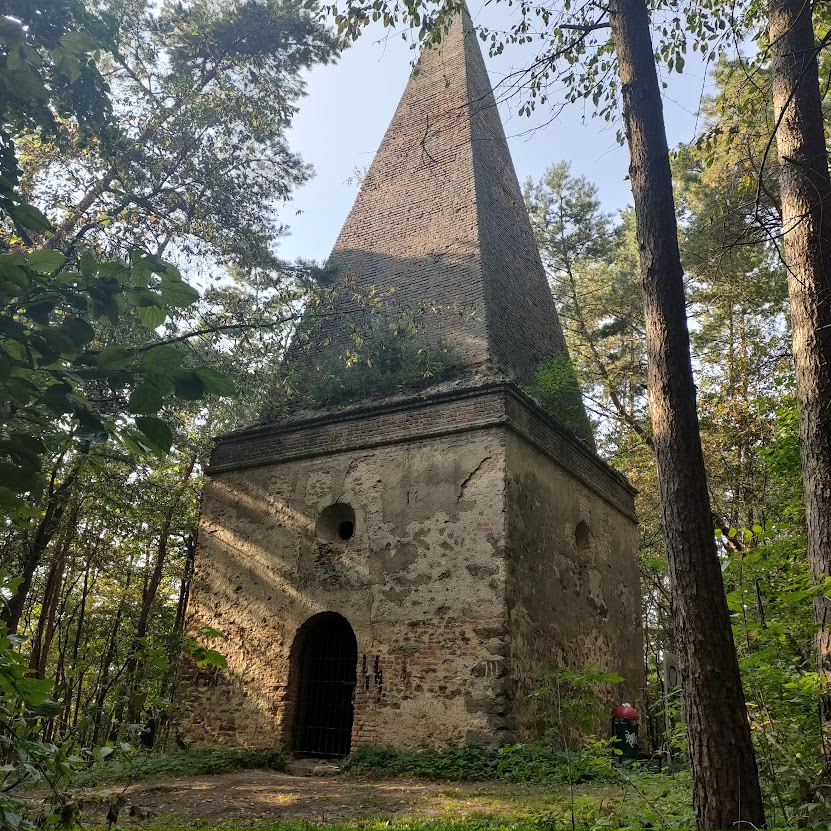
Grobisko zwane Piramidą, Krynica gm. Krasnystaw

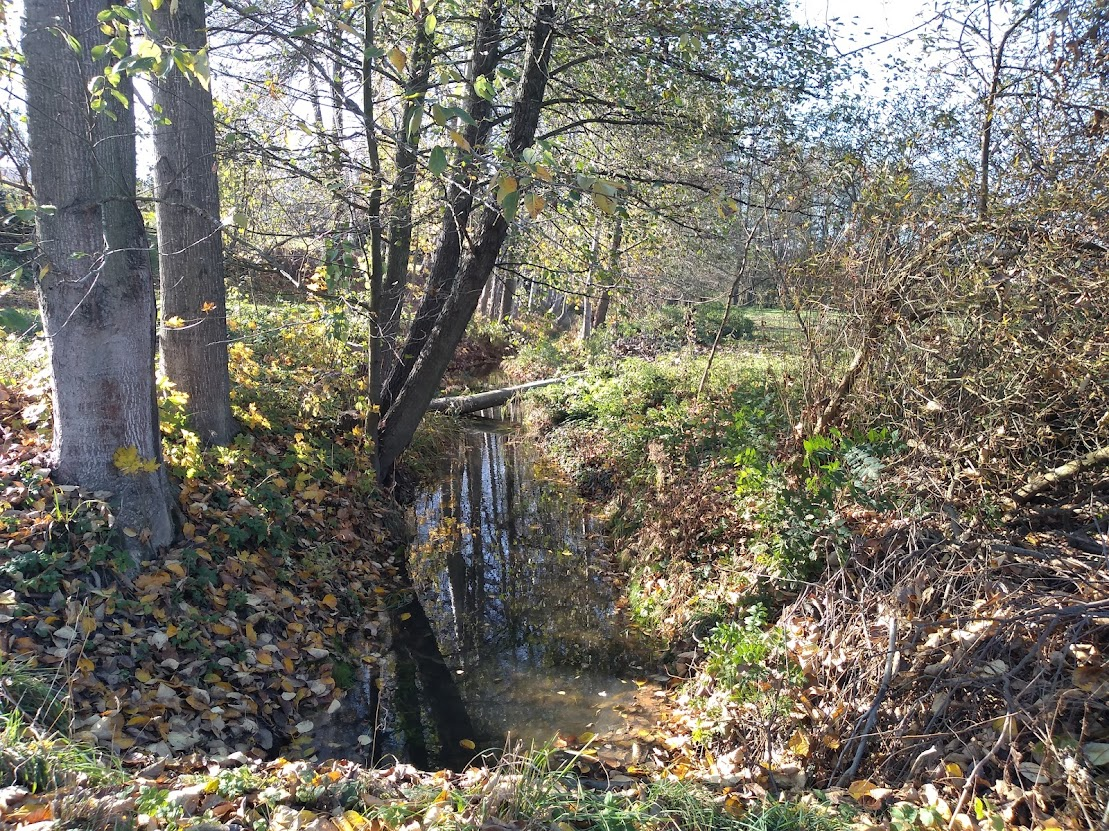
Jedno ze źródeł nazywanych "Lekarkami", Wola Żółkiewska gm. Żółkiewka

Kraszczady (Krasnostawskie Bieszczady) – nieoficjalna nazwa regionu geograficznego położonego w woj. lubelskim, w powiecie krasnostawskim, głównie na terenie gmin Gorzków, Rudnik i Żółkiewka. Pierwotnie Kraszczadami określano najbardziej malownicze obszary Wyniosłości Giełczewskiej i Działów Grabowieckich obejmującego część Gmin Krasnystaw, Gorzków i Rudnik. Obecnie nazwa odnosi się też do gmin Izbica, Kraśniczyn i Żółkiewka tym samym obejmując znaczne terytoria powiatu. Rosnąca popularność terminu wśród mieszkańców powiatu i turystów sprawiła, że nazwa Kraszczady w powszechnej świadomości odnosi się do wszystkich mocno pofałdowanych części terenu powiatu krasnostawskiego. Ze względu na podobieństwa w ukształtowaniu terenu, a także zachowaniu tradycyjnego i niezmienionego charakteru środowiska naturalnego oraz kulturowego, Kraszczady nazywane są również Małymi Bieszczadami czy Krasnostawskimi Bieszczadami.
Obszar Kraszczad charakteryzuje się istnieniem zróżnicowanej rzeźby terenu, słabo przekształconej przez działalność człowieka. Charakterystyczne dla regionu jest istnienie znaczących wzniesień o łagodnych stokach, których różnice wysokości względem terenu często sięgają stu metrów, zaś najwyższe szczyty wznoszą się do 300 m n.p.m. 
Obszar poprzecinany jest licznymi dolinami oraz pasami pól, z wieloma malowniczymi zadrzewieniami i zakrzewieniami śródpolnymi oraz gęstą siecią wąwozów lessowych, położonych głównie w większych kompleksach leśnych. Ważnymi korytarzami ekologicznymi są źródła, źródliska i doliny rzek, zwłaszcza Wieprza, Żółkiewki, Giełczewki czy Łętowni objętej ochroną obszaru Natura2000.

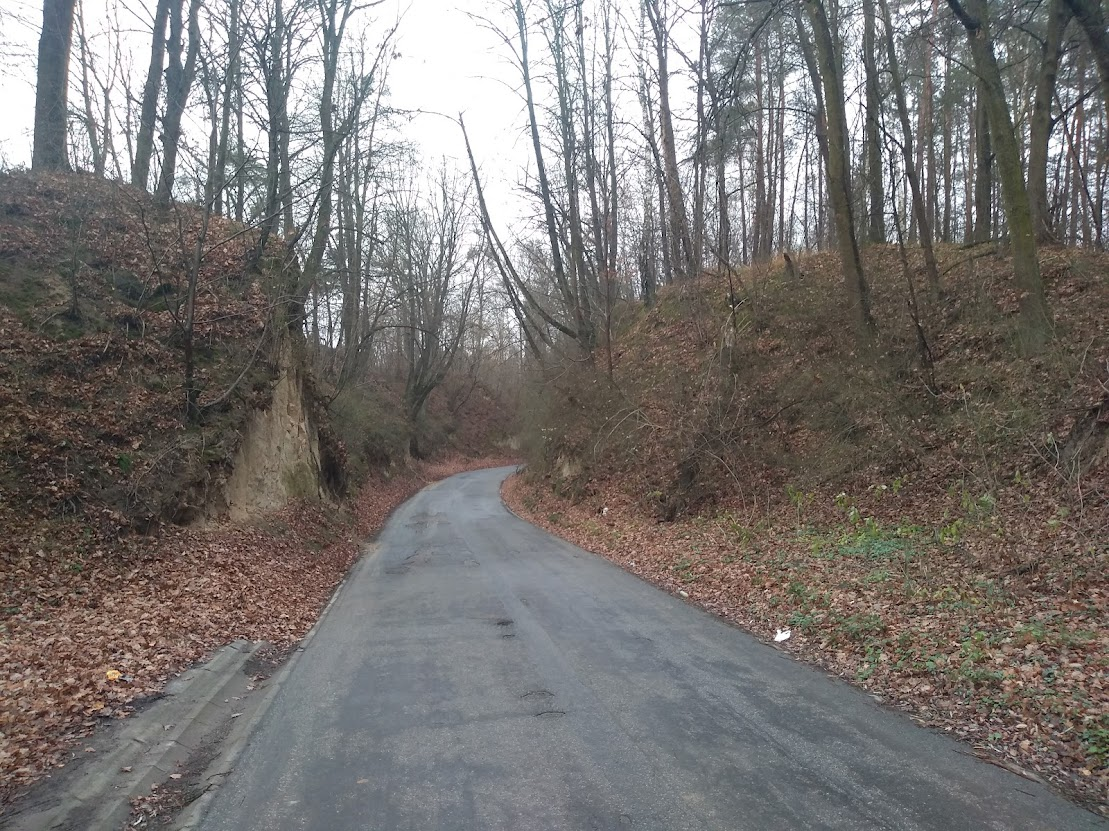
Wąwóz w Niemienicach, Niemienice gm. Krasnystaw

Na terenie wszystkich gmin należących do obszaru Kraszczad istnieje wiele unikatowych zabytków, w tym rozbudowana i zachowana do dziś sieć dworów, dworków, zamków i pałaców szlacheckich. Do najpopularniejszych atrakcji należą m.in. ruiny zamku w Krupem oraz leżąca w pobliskiej Krynicy, wysoka na 290 m n.p.m., Góra Ariańska z tajemniczym mauzoleum na szczycie, zwanym potocznie Grobiskiem.
Nazwa Kraszczady została stworzona przez Zbigniewa Soczyńskiego, Jana Stomma i Stanisława Rycyka, aby ułatwić reklamę turystycznego potencjału terenu.
Istnieje plan stworzenia Kraszczadzkiego Obszaru Chronionego Krajobrazu, czyli kompleksowej formy ochrony przyrody i dziedzictwa kulturowego, aby zachować unikatowy i tradycyjny charakter tych terenów.
Od 2021 roku prowadzona jest wraz z lubelskim oddziałem TVP3 intensywna kampania promująca walory turystyczne Kraszczad. Dotychczasowa forma opiera się na organizowaniu festynów i zabaw w wybranych regionach Kraszczad oraz całodzienne relacje telewizyjne w ramach cyklicznego bloku informacyjnego "Wiosna z TVP3 Lublin" lub "Lato z TVP3 Lublin".